# Undécima batalla del Isonzo
La undécima batalla del Isonzo fue una batalla de la Primera Guerra Mundial librada por los ejércitos italiano y austrohúngaro en el frente italiano entre el 18 de agosto y el 12 de septiembre de 1917.

## Antecedentes
En el río Isonzo, Luigi Cadorna, el Jefe de Estado Mayor italiano, concentró tres cuartas partes de las tropas italianas disponibles: 600 batallones (52 divisiones) con 5200 cañones.

## La batalla
El ataque se llevó a cabo en un frente que se extendía desde Tolmin (en el valle superior del Isonzo) hasta el mar Adriático. Los italianos cruzaron el río en varios puntos sobre puentes temporales, pero el principal esfuerzo se realizó en la meseta de Banjšice, cuya captura fue decisiva para impulsar la ofensiva y romper las líneas austrohúngaras en dos segmentos, aislando las fortalezas del monte San Gabriel y el monte Hermada.
Después de luchas feroces y mortales, el Segundo Ejército italiano, dirigido por el general Luigi Capello, hizo retroceder a la Isonzo Armee de Svetozar Boroević, conquistando Bainsizza y el monte Santo. Otras posiciones fueron tomadas por el Tercer Ejército de Manuel Filiberto de Saboya-Aosta.
Sin embargo, el monte San Gabriel y el monte Hermada resultaron inexpugnables y la ofensiva llegó eventualmente a un punto de agotamiento.
Después de la batalla, los austrohúngaros estaban exhaustos y no podrían haber resistido otro ataque. También lo estaban los italianos, que no pudieron encontrar los recursos necesarios para otro asalto, aunque podría haber sido el decisivo. Así que el resultado final de la batalla fue un baño de sangre inconcluso. Además, el final de la batalla dejó al Segundo Ejército italiano (hasta entonces el más exitoso de los ejércitos italianos) dividido en dos partes a lo largo del Isonzo, un punto débil que resultó ser decisivo en la posterior duodécima batalla del Isonzo.
Para conmemorar la participación del Regimiento Real de Salvavidas de Infantería de Baviera, Georg Fürst escribió la Marcha "Isonzo-Marsch". Los italianos dispararon 5,5 millones de proyectiles de artillería durante la batalla, incluidos proyectiles de gas venenoso.

## Lectura adicional
- Schindler, John R. (2001). Isonzo: The Forgotten Sacrifice of the Great War (en inglés). Praeger. ISBN 0275972046. OCLC 44681903.

- Datos: Q1187701
- Multimedia: Eleventh Battle of the Isonzo / Q1187701